# Renault FT
Renault FT (često pogrešno nazivaju Renault FT-17) je bio francuski laki tenk u Prvom svjetskom ratu. Zbog svog revolucionarnog dizajna smatra se prvim pravim tenkom i pretečom svih današnjih tenkova. Bio je prvi tenk koji je imao kupolu koja se mogla okretati za svih 360o. Proizveden je u velikom broju primjeraka, a neki su bili u službi i tijekom Drugog svjetskog rata. Nazvan je "tenk pobjede".

## Nastanak
Kada se govori o povijesti nastanaka tenka, onda se u pravilu započinje s britanskim tenkom Mother, poznatijim kao Mark I. Osnovna mu je namjena bila probijanje guste njemačke obrane na francuskom bojištu, koju su činili nepregledni rovovi. Njegovi projektanti i naručitelji zamislili su tenk kao kopneni ekvivalent mornaričkom razaraču, te su napravili vozilo duljine osam metara, širine 4,2 metra i visine 2,2 metra, a mase 28,4 tone. Tenk Mark I dobio je tijelo čije su bočne strane imale oblik romba (paralelograma). Na bokove su postavljene kupole s topovima kalibra 57 mm i/ili teškim strojnicama kalibra 8 mm. Kako je uz njega trebalo nastupati pješaštvo, projektanti se nisu previše zamarali maksimalnom brzinom, koja je bila skromnih 3,2 km/h. Iako je na osnovi Marka I razvijena cijela serija tenkova, današnji suvremeni tenkovi izgledaju bitno drukčije.
Prethodnik svih suvremenih tenkova i osnova koja će se koristit i u tenkovima u Drugom svjetskom ratu i poslije njega je francuski tenk Renault FT. Puni mu je naziv Automitrailleuse - chenilles Renault FT modele 1917. Kao i velik broj drugih revolucionarnih ili barem naprednih oružja, ni FT nije nastao kao smišljeni rad vojnih stručnjaka već kao plod entuzijazma dvojice ljudi. Jedan je bio francuski general Jean-Baptiste Estienne koji je duže vrijeme predlagao razvoj malog i lakog (te zato i jeftinog) oklopnog vozila na gusjenicama napredne konstrukcije, ali koji nije nalazio odgovarajuću potporu u francuskom vojnom vrhu. Naposljetku se general Estienne u srpnju 1916. izravno obratio francuskom industrijalcu Louisu Renaultu da mu pomogne izgraditi prvi prototip vozila. Iako se dotad Renault nije bavio proizvodnjom takve vrste vozila (što nije ni čudno jer je prvi britanski te ujedno svjetski tenk dovršen u prosincu 1915.), odmah je prihvatio Estienneov prijedlog da francuskoj vojsci da revolucionarno novo oružje. Za razradu Estiennove koncepcije, Renault je odabrao jednog od svojih najtalentiranijih inženjera Rodolphea Ernst-Metzmaiera, koji je zapravo stvorio FT. Uz takvu potporu prvi je drveni model u prirodnoj veličini prvog lakog tenka dovršen već u listopadu 1916. Ni Estienne ni Renault nisu znali da im predstoji teška "bitka" s francuskim vojnim vrhom da njihovo borbeno vozilo bude prihvaćeno.
Ni osobna uvjeravanja generala Estiennea nisu uspjela omekšati otpor generala Mourreta, tadašnjeg načelnika sektora za motorna vozila francuske vojske. Na kraju se general Estienne morao obratiti zapovjedniku francuske vojske generalu Josephu Joffreu, koji je znao za britanske napore u razvoju tenkova i želio da i Francuska pokrene slične programe. General Joffre se obratio podsekretaru za rat Albertu Thomasu, kako bi se odobrila sredstva za izradu samo jednog prototipa. Louis Renault nije bio poznat po strpljivosti i sklonosti da se nateže s francuskom administracijom, te je na svoju ruku (i svojim novcem) i prije službenog odobrenja krenuo u izradu prvog prototipa odmah nakon dovršetka drvenog modela. Prvi je prototip nazvan Char Mitrailleur i vojnom je vrhu prikazan u siječnju 1917. Do veljače iste godine testiran je u tvornici u Billancourtu. Nakon toga je prebačen u Centre Artillerie Speciale u Champlieuu, gdje je testiran sve do kraja travnja 1917.
Taman kad su riješeni problemi s administracijom, javili su se novi. Naime, 15. rujna 1916. britanska je vojska prvi put u bici na Somi uporabila tenkove. Iako su pomaknuli crtu bojišta za samo tri kilometra, uporaba novog oružja ostavila je snažan dojam na francusku javnost, koja je odmah počela intenzivno zahtijevati da i francuska vojska dobije svoje tenkove. Zbog toga je umalo došlo do potpunog otkazivanja programa lakog tenka, kako bi se što prije razvio superteški tenk Char 2C. Program razvoja Char Mitrailleura preživio je isključivo zbog zalaganja generala Estiennea i potpore generala Joffrea. Ipak, do samog kraja I. svjetskog rata, razvoj i proizvodnja Renaultovog lakog tenka stalno su bili pod pritiskom većeg Chara 2C, ponajviše zato što su javnost i dio vojnog vrha upravo u njemu vidjeli "odlučujuće oružje". Spletom okolnosti (prije svega političkih igara), razvoj Chara 2C nije dovršen sve do 1920., dvije godine nakon okončanja I. svjetskog rata.
Zanimljivo je da je Renault prve narudžbe za svoj novi proizvod dobio već u prosincu 1916. Tada je Comite Consultatif de l'Artillerie Speciale naručio 100 lakih tenkova. S obzirom na ratno vrijeme, to je bila vrlo mala narudžba, ali ipak dovoljna da se pokrenu pripreme za organiziranje serijske proizvodnje. Već u veljači 1917. narudžba je povećana na 150 FT. U travnju iste godine Renault je već imao narudžbu za 1000, a u lipnju za 3500 tenkova. Do listopada 1918. ukupne narudžbe za sve modele Renaultovih tenkova dostigle su rekordnu brojku od 7820. Naravno da je odmah nakon okončanja rata najveći dio ovih narudžbi povučen, tako da je Renault na kraju isporučio 3177 tenkova serije FT (od ukupno 3530 tenkova, koliko ih je francuska vojska imala 11. studenog 1918.).
Razvoj FT tekao je sporo, jer su se projektanti suočavali s potpuno novim izazovima, posebno s problemom hlađenja motora. Osim toga, ni francuska industrija nije imala dovoljno kapaciteta da zadovolji toliku potražnju. Najveći su problem bile čelične ploče za izradu tijela tenka, koje su se morale uvoziti iz Engleske. Nakon rata je objavljeno da je tvrtka Renault morala 40 posto isporuka vratiti jer isporučene ploče nisu odgovarale specifikacijama. Osim toga, "na tržištu" nije bilo ni topova Puteaux (kalibra 37 mm), odgovarajućih motora, a sve više je nedostajalo i stručne radne snage. Zbog toga su "sitni" problemi, kao stalno pucanje remena za pokretanje ventilatora sustava za hlađenje ili loših filtera za ulje, bili zanemarivani sve do okončanja rata. Kad su prvi FT počeli stizati u postrojbe, otkriveno je da u postrojbama nema dovoljno stručnih ljudi za popunjavanje posada, a broj mehaničara mogao se doslovno nabrojati na prste obje ruke. Tu je bio i kronični problem pričuvnih dijelova. Zbog toga je broj tenkova izbačenih iz borbe zbog kvarova bio znatno veći od broja uništenih protivničkim djelovanjem. U takvim uvjetima, tvrtka Renault je tijekom 1917. uspjela isporučiti samo 84 FT, a do kraja I. svjetskog rata francuska vojska je dobila čak 2697 tih lakih tenkova. Tajna je bila u podjeli proizvodnje između više tvrtki. Uz Renault (koji je sveukupno proizveo 1850 FT), u završno sastavljanje su se uključile tvrtke Berliet (800), SOMUA (600) i Delaunay-Belleville (280). Nakon I. svjetskog rata Renault je proizveo još 570 FT, od kojih je velika većina završila u stranim vojskama.

## Opis tenka
"Tajna" FT je u njegovoj kupoli, koja se mogla okretati (djelovati) u svih 360 stupnjeva. Iako se to danas smatra razumljivim samo po sebi, 1915. i 1916. baš i nije bilo tako, što dokazuju svi britanski tenkovi iz tog vremena. FT je donio i revolucionarno novu koncepciju razmještaja unutar tijela, kakva se i danas rabi. Tako je prednji dio rezerviran za vozača, a središnji za postavljanje kupole s naoružanjem. Stražnji dio vozila namijenjen je smještaju motora i sustava za prijenos snage. Osim na izraelskim tenkovima Merkava (koji imaju motor s prednje strane), takav se raspored i danas rabi na svim tenkovima.
Za još jedno napredno rješenje zaslužan je Ernst-Metzmaier. Za razliku od ranih britanskih i francuskih tenkova koji su, po ugledu na brodove, rabili šasiju kao nosivi element (i time nepotrebno povećavali masu i veličinu), Ernst-Metzmaier je zaključio da je samo tijelo napravljeno od čeličnih ploča debljine 16 mm dovoljno čvrsto da nosi sve ostale sustave. Za kupolu je, znajući da će upravo ona privući većinu neprijateljske paljbe, odabrao čelične ploče debljine 22 mm.
Ernst-Metzmaier je također zaključio da golema gusjenica, koja se kreće oko tijela vozila, ne pridonosi bitnije pokretljivosti vozila te je gusjenice smjestio bočno od vozila, na posebne hodne uređaje, čiji su glavni dio bili osloni kotači. Kako bi povećao pokretljivost preko okomitih zapreka, na prednji dio vozila je postavio veliki ljenivac, koji je u tim slučajevima korišten kao veliki osloni kotač. Na stražnjem dijelu tijela FT je dobio "rep" - rampu koja je trebala spriječiti prevrtanje tijekom prelaska preko okomitih zapreka. Osim što je bitno smanjio veličinu i masu tenka, Ernst-Metzmaier je tim rješenjima povećao i njegovu pokretljivost.
Na taj je način dobiven tenk ukupne mase oko 6,5 tona (ovisno o inačici), čija je razina oklopne zaštite bila barem jednaka kao i na tadašnjim britanskim tenkovima. Pokretljivost bi bila i veća da je Ernst-Metzmaier na raspolaganju imao snažnije motore. Ovako je u FT morao ugraditi benzinski motor Renault 4.48 snage 35 KS pri 1500 okretaja u minuti, što je značilo da je jednu tonu moralo pokretati samo šest konjskih snaga. Unatoč tome, FT je na dobroj cesti mogao postići maksimalnu brzinu 10 km/h. Brzina izvan ceste bila je 7,5 km/h. Osim male snage, motor je bio i "vrlo žedan" te je ugrađeni spremnik osiguravao autonomiju od samo 35 km (neki izvori navode podatak od 65 km). Duljina FT je bila 4,1 metar (s "repom" 4,95 m), širina samo 1,47 m, a visina 2,14 m. Kombinacija male mase i veličine omogućavala je da se tenkovi FT jednostavno transportiraju na kamionima i/ili njihovim prikolicama.
Još jedna velika prednost FT nad drugim britanskim i francuskim tenkovima bila je i posada od samo dva člana (zapovjednik/ciljatelj i vozač). Vozač je u tenk ulazio kroz dvostruka vrata na prednjem dijelu. Iako je ista vrata mogao rabiti i zapovjednik, on je dobio još dvije mogućnosti. Prva je bila ulazak kroz otvor na vrhu kupole, a druga kroz vrata na njezinu stražnjem dijelu. Ova vrata na kupoli postavljena su zapravo kao izlaz u nuždi.

## Inačice
Glavna inačica FT bila je Char a Canon 37, naoružana topom s kratkom cijevi Puteaux SA18 L/21 kalibra 37 mm. Borbeni komplet sastojao se od 240 granata, od čega 12 kartača. Masa ove inačice bila je 6,7 tona. Od ukupno naručenih FT, čak ih je 3/5 bilo ove inačice, a od proizvedenih oko 1/3.
Druga glavna inačica bila je char mitrailleur, naoružana strojnicom Hotchkiss M1914 kalibra 8 mm (zapravo 7,92 mm), brzine paljbe 450 metaka u minuti. Borbeni komplet se sastojao od čak 4800 metaka u 50 redenika s po 96 komada. Zbog manje mase strojnice u odnosu na top, ukupna masa bila je 6,5 tona. Od ukupnog broja naručenih, na nju je otpalo 2/5, a od ukupno isporučenih 3/5.
Tijekom I. svjetskog rata napravljena je i inačica FT 75 BS. Riječ je o prvom samovoznom topu, ili bolje rečeno haubici, na svijetu. Naime, ta je inačica naoružana kratkocijevnom haubicom Blockhaus Schneider L9.5 kalibra 75 mm. Kako bi se dobilo mjesto za ugradnju haubice, postavljena je nova, znatno veća kupola. Osim toga je osigurano mjesto za borbeni komplet od 30 granata. Zbog toga je borbena masa povećana na 7,2 tone. Od ukupno naručenih 970 primjeraka, proizvedeno je samo 39. Navodno su neki rabljeni tijekom II. svjetskog rata.
Još jedna važna novina koju je donio FT, a koja se i danas rabi, jest zapovjedni tenk s dodatnim radiouređajima. Ova je inačica dobila oznaku Char signal ili TSF (telegraphie snags fil). Kako bi se dobio prostor za trećeg člana posade (vozač, radiotelegrafist i motritelj), uklonjena je pokretna kupola i na njezino mjesto postavljena velika nepokretna kutijasta konstrukcija. Na nju je postavljen i jarbol za antenu. Vozilo nije imalo naoružanje. Ukupno je naručeno 300 komada, od čega je dovršeno 188.
Kako je francuska vojska 1931. u svojim spremištima još imala 1580 FT, odlučila ih je modernizirati ugradnjom strojnice Reibel Chatellerault MAC31 kalibra 7,5 mm, s pripadajućim borbenim kompletom od 1700 metaka. Tako je nastala inačica FT modifié 31. Da bi se razlikovali od originalnih FT, ovi su tenkovi često neslužbeno označavani kao FT-31.
Na osnovi FT nastao je i američki tenk Tank M1917 (zapravo se radilo o licencnoj proizvodnji) i talijanski FIAT 3000. Talijani su uspjeli smanjiti masu FIAT-a 3000 na samo 5,5 tona, tako da su debljinu čeličnih ploča smanjili na 16 i samo 6 mm. Isporuka je započela tek u svibnju 1919.
Zanimljivo je da je prvi sovjetski tenk T-18, nazvan Russkij Reno, zapravo bio vjerna kopija FT.

## Uporaba u I. svjetskom ratu
Francuska vojska je svoje FT tijekom I. svjetskog rata razmjestila u devet regimenti, označenih od 501 do 509. Svaka je dobila tri bojne, koje su se sastojale od tri satnije. Puni sastav bojne trebao je brojiti čak 75 tenkova svih inačica. Grupiranjem tako velikog broja FT trebao je do maksimuma iskoristiti njihovu pokretljivost uz osiguranje dostatne paljbene moći. Prva iskustva su pokazala da se FT ipak ne mogu rabiti za samostalna ofenzivna djelovanja, i to ne zbog slabe pokretljivosti, nedostatka paljbene moći ili nedovoljne oklopne zaštite, već prije svega zbog kronične nepouzdanosti.
Prva postrojba koja je postala operativna bila je 501. regimenta, koja je svoje FT prvi put uporabila u borbi 31. svibnja 1918. I danas ostaje otvoreno pitanje je li ovo djelovanje bilo planirano s obzirom na to da su tenkovi 501 regimente rabljeni kao pomoć postrojbama 10. armije, koja je morala zaustaviti zadnji njemački proboj prema Parizu (Kaiserschlacht, poznat i kao Proljetna ofenziva). Prvi kontakt s neprijateljem FT ostvarili su u Foret de Retz, jugozapadno od grada Soissonsa. Tri bojne su poslane kako bi dodatno osnažile obranu marokanskog pješaštva. Iako se znatan dio bitke odvijao u šumi, FT su se pokazali jako dobrima. Osim što je već njihov dolazak bitno povećao moral pješaštva, pokazalo se da mogu pružati odličnu paljbenu potporu tijekom obrambenih djelovanja, pogotovo što su se mogli brzo prebacivati na najugroženije dijelove bojišta. Još su se vrednijima pokazali tijekom protunapada, posebno ako su djelovali zajedno s pješaštvom. Zahvaljujući maloj masi i dimenzijama, FT su mogli djelovati i u šumama, u koje nisu mogli ući britanski tenkovi Mark V i francuski Saint-Chamond i Schneider.
Ako su bili ispravni, FT su izvrsno djelovali i na klasičnim rovovskim bojištima. Primarna zadaća bila im je eliminirati strojnička gnijezda i maknuti bodljikavu žicu kako bi se pješaštvo moglo lakše i brže kretati po ničijoj zemlji. I tijekom napredovanja pješaštva, pružali bi paljbenu potporu. Zbog malih dimenzija i male mase, FT su često mogli proći i po terenu na kojemu bi ostali tenkovi "zaglavili". Uskoro je francusko (ali i američko) pješaštvo otkrilo sve prednosti djelovanja zajedno s FT pa su inzistirali na njihovu djelovanju pri svakoj ofenzivnoj operaciji. Zbog toga ne začuđuje što su u kratkom razdoblju od 31. svibnja do 11. studenog 1918. FT korišteni u čak 4356 sukoba. Pritom je izgubljeno samo 440 komada. Osim kvarova, najveći neprijatelj bilo je poljsko topništvo, koje je uništilo 356 FT. Ostatak su uništile mine, protutenkovske prepreke i protutenkovska puška Mauser. Zapravo je najviše tenkova nastradalo na protutenkovskim preprekama, u rupama od granata i pri pokušaju prelaska preko preširokih pješačkih rovova, ali su svi oni naknadno popravljeni i vraćeni u uporabu. Na kraju I. svjetskog rata francuska je vojska u operativnoj uporabi imala 1991 FT, uz još 386 koji su bili u fazi dovršetka.

## Ostali korisnici
Već smo spomenuli da su FT rabile čak 22 vojske. Pritom mislimo vojske, a ne države. Tako su FT rabili i Crvena armija i bjelogardijci. Svoj su put našli do Japana, Irana, pa čak i Afganistana. FT je bio i prvi tenk američke vojske.
Zbog toga ne začuđuje što je rabljen u mnogim ratovima između dva svjetska rata. Prva borbena uporaba FT nakon okončanja I. svjetskog rata bila je u Ruskom građanskom ratu. Nakon njega rabljen je i u Poljsko-sovjetskom ratu, koji je vođen od veljače 1919. do ožujka 1921. Tijekom travnja i svibnja 1919. novoosnovana poljska vojska dobila je 120 tenkova FT, koji su raspoređeni u Prvu tenkovsku regimentu. Već u kolovozu iste godine, poljski su FT prvi put rabljeni u borbama protiv sovjetskih snaga. Poljaci će svoje FT intenzivno rabiti do kraja rata, te će izgubiti samo osam tenkova. FT ostat će u operativnoj uporabi sve do 1939. i napada nacističke Njemačke na Poljsku. U izravnom srazu s najmodernijim njemačkim tenkovima, poljske "sedamnaestice" nisu imale nikakvih šansi te su ili uništene ili su zarobljene pošto su ih posade napustile.
Tijekom Građanskog rata i Poljsko-sovjetskog rata, sovjetska je vojska zarobila nekoliko FT koje je potom sama rabila u borbama. FT-17 toliko su se dojmili vodstva sovjetske vojske da je ono odlučilo napraviti vjernu kopiju. Tako je nastao prvi sovjetski tenk MS-1 (Mali Soprovoždenija), koji je naknadno preimenovan u T-18. Prvi MS-1 u operativnu su uporabu uvedeni tek 1929. godine.
Posebno zanimljiva priča je sudjelovanje FT u Kineskom građanskom ratu. Rat je počeo u travnju 1920. kao komunistička revolucija i trajao je sve do 1950. Ono što je posebno zanimljivo jest da su FT, koje je rabila kineska vojska, došli iz Sjedinjenih Američkih Država, preciznije iz tamošnjega mornaričkog pješaštva. Ti su tenkovi isporučeni američkoj vojsci tijekom I. svjetskog rata, a nakon njega, zbog male mase, dodijeljeni su marincima. S njima su, preciznije s 3. marinskom brigadom, početkom 1927. dospjeli u Kinu, gdje su ostali do sredine 1928.
Neposredno nakon okončanja I. svjetskog rata, Španjolska je pokrenula proces modernizacije svoje vojske. Zbog toga se obratila Velikoj Britaniji i Francuskoj, ali je na kraju jedino Pariz odobrio prodaju tenkova. Tako su prvi FT u Španjolsku isporučeni 23. lipnja 1919. Idućih deset FT kupljeno je tek u rujnu 1921. Španjolski FT prvi su put uporabljeni u borbi sredinom ožujka 1920. protiv pobunjenika u Maroku. Osim toga, intenzivno su rabljeni i tijekom Španjolskog građanskog rata od srpnja 1936. do travnja 1939.
Veliki broj FT dočekao je početak II. svjetskog rata. Uz spomenute poljske, u prvim bitkama II. svjetskog rata rabljeni su francuski, finski i jugoslavenski FT. Zanimljivo je da je njemačka vojska zarobljene francuske FT (a možda i pokoji poljski) intenzivno rabila u borbama protiv jugoslavenskih partizana, posebno u Bosni i Hercegovini.